# Грибова (Молдова)
Грибова (рум. Gribova, Грибово) — село в Дрокиевском районе Молдавии. Относится к сёлам, не образующим коммуну.

## История
До сентября 1954 года село являлось административным центром Дрокиевского района.
Изначально село носило название Надушита (рум. Nădușita). 10 мая 1963 года оно было переименовано в честь уроженца села тракториста Н. С. Грибова, который вместе с В. Д. Котешковым пожертвовал жизнью, спасая поле совхоза «Щербаковский» от степного пожара.

## География
Село расположено на высоте 113 метров над уровнем моря. У села протекает река Куболта.

## Население
По данным переписи населения 2004 года, в селе Грибова проживает 2175 человек (1035 мужчин, 1140 женщин).
Этнический состав села:
| Национальность | Число жителей | Процентный состав |
| -------------- | ------------- | ----------------- |
| молдаване      | 1994          | 91.68             |
| цыгане         | 81            | 3.72              |
| украинцы       | 56            | 2.57              |
| русские        | 22            | 1.01              |
| румыны         | 10            | 0.46              |
| гагаузы        | 5             | 0.23              |
| прочие         | 7             | 0.32              |
| Всего          | 2175          | 100%              |